# Argentinomyia talamanca
Argentinomyia talamanca is een vliegensoort uit de familie van de zweefvliegen (Syrphidae). De wetenschappelijke naam van de soort werd voor het eerst geldig gepubliceerd in 2020 door Thompson.